# Corri English
Corri English (Atlanta,  Georgia, 10 de mayo de 1978) es una actriz y cantante estadounidense. 

## Vida y carrera
Cuando era una niña durante la década de 1980 y principios de 1990, fue una anfitriona frecuente de Kidsbeat y algunos otros niños muestra en TBS (antes de la fusión de Turner Broadcasting System con Time Warner). Ella es la cantante de la banda de país Brokedown Cadillac.
English nació en Atlanta, Georgia.
Ella trabajó con la actriz Danielle Panabaker en dos ocasiones en 2004, una vez en Atrapado en los suburbios y más tarde en la búsqueda del corazón de David. Ella es también una vieja amiga de la actriz Christine Lakin, con quien está produciendo un cortometraje que están por venir.
Tiene recientemente [¿cuándo?] Obtuvo un papel en el miedo-Net a petición espectáculo Holliston. Holliston comenzó a transmitirse el 12 de abril de 2012.

## Premios y nominaciones
En el año 2006 English ganó un premio en el International Horror and Sci-Fi Film Festival por ser la mejor actriz en la película Sin descanso.

## Filmografía
| Películas y series | Películas y series                    | Películas y series                       | Películas y series                                                          |
| Año                | Película o serie                      | Personaje                                | Notas                                                                       |
| ------------------ | ------------------------------------- | ---------------------------------------- | --------------------------------------------------------------------------- |
| 1999               | Fantasma del Espacio de costa a costa | Chica de la galaxia                      | 1 episodio, "Sequel"                                                        |
| 1999               | Shake, Rattle and Roll                | An American Love Story                   | (TV)                                                                        |
| 2000               | Dawson's Creek                        | Barbara Johns                            | 1 episodio, "The Anti-Prom"                                                 |
| 2002               | Going to California                   | Joanne                                   | 1 episodio, "A Little Hard in the Big Easy"                                 |
| 2003               | Runaway Jury                          | Lydia Deets                              | -                                                                           |
| 2004-2005          | Joan de Arcadia                       | Elizabeth Goetzman                       | 2 episodios, "The Election" and "Queen of the Zombies"                      |
| 2004               | One Tree Hill                         | Claire Young                             | 1 episodio, "Spirit in the Night"                                           |
| 2004               | No Witness                            | Britney Haskell                          | -                                                                           |
| 2004               | Atrapado en los suburbios             | Jessie Aarons                            | (TV)                                                                        |
| 2004               | Searching for David's Heart           | Jayne Evans                              | (TV)                                                                        |
| 2004               | 3: The Dale Earnhardt Story           | Kelly Earnhardt                          | (TV)                                                                        |
| 2005               | RedMeansGo                            | Lucy                                     | -                                                                           |
| 2006               | Sin rastro                            | Amy Jordano                              | 1 episodio, "Requiem", 2006                                                 |
| 2006               | The Bedford Diaries                   | Natalie Dykstra                          | 8 episodios                                                                 |
| 2006               | Sin descanso                          | Alison Blanchard                         | -                                                                           |
| 2006               | CSI: Miami                            | Angela Downey                            | 1 episodio, "Going Under"                                                   |
| 2006               | Justice                               | Kelly Wright                             | 2 episodios, "Shot to the Heart" and "Christmas Party"                      |
| 2007               | Campus Ladies                         | Sorority Girl                            | 1 episodio, "Barri & Joan Rush a Black Sorority"                            |
| 2007               | NCIS                                  | Lisa Delgado                             | 1 episodio, "Amigos y Amantes"                                              |
| 2007               | House of Fears                        | Samantha                                 | -                                                                           |
| 2007               | Winter Tales                          | Shannon / Tim / Mom / Rachel (voz)       | TV miniseries                                                               |
| 2008               | Killer Pad                            | Jezebel                                  | -                                                                           |
| 2008               | The Tiffany Problem                   | Tiffany Hane                             | -                                                                           |
| 2008               | Broken Windows                        | DJ                                       | -                                                                           |
| 2009               | Mrs. Washington Goes to Smith         | Zoe                                      | -                                                                           |
| 2010               | Hellcats                              | Brokedown Cadillac, singer Corri English | 1 episodio, Temporada 1-Episodio 11: "Piénsalo dos veces antes de hacerlo." |
| 2012               | Holliston                             | Corri                                    | 12 de abril de 2012-                                                        |
| 2013               | Devil May Call                        | Samantha "Sam" Carvin                    | -                                                                           |
| 2014               | Planes: Fire & Rescue                 | Voz de Pinecore                          | -                                                                           |